# Archaphanostoma agile
Archaphanostoma agile är en plattmaskart som först beskrevs av Jensen 1878.  Archaphanostoma agile ingår i släktet Archaphanostoma och familjen Isodiametridae. Inga underarter finns listade i Catalogue of Life.